# Royuela de Río Franco
Royuela de Río Franco es un municipio y villa española en el partido judicial de Lerma, comarca de Arlanza, provincia de Burgos, comunidad autónoma de Castilla y León. 
El primer documento que se refiere al pueblo, de 1214, lo denominaba Ruuiola de Francos, diminutivo de rubia. Para Gonzalo Martínez Díez, el nombre se refiere a una determinada planta llamada royuela, especie de zarzamora.

Iglesia

Iglesia

Iglesia

## Geografía
Dista 60 km de la capital. Con una extensión total de 50,61 kilómetros cuadrados, sus 250 habitantes (censo del año 2007) se distribuyen principalmente por las 2 localidades y núcleos de población del término municipal, cuya capital es Royuela de Río Franco.
Royuela es la capital del municipio, que cuenta además con la localidad de La Veguecilla, situada a 7 km. en dirección este, en el valle del Pinedillo.

## Historia
La villa de Royuela de Río Franco está situada al poniente de la provincia de Burgos, en su sector central, en la raya que parte con Palencia. Sus tierras se inclinan hacia el Arlanza, empujadas por el río Franco, nacido en el término de Villafruela y que tras un breve recorrido de 17 kilómetros por suelo burgalés y palentino, se entrega al Arlanza por su orilla izquierda, abajo del templo mozárabe de Santa María de Retortillo.
La documentación archivística conocida presenta tardíamente esta villa (1214), pero su nacimiento hay que situarlo en las primeras décadas del siglo X, cuando se instalaron los primeros poblamientos cristianos en la orilla izquierda del río Arlanza. Por aquí pasaron en su marcha hacia el Sur, los hombres de Don Sendino y Don Fruela, de estirpe goda, que se asentaron en Villafruela y Torresandino. Quizá existía ya Royuela en el año 912, cuando el conde Nuño Núñez marchó desde Castrojeriz a la conquista de Roa.
Otros pueblos se levantaron en el actual término de Royuela, como Palazuelos y Veguecilla, hoy reducida a granja agrícola, lugares entonces con vida documentada. Estos campos fueron incluidos en el alfoz de Escuderos, villa despoblada hoy, con sólo un puente sobre el Arlanza y una ermita a pie de lo que entonces era castillo. Perteneció Royuela de Río Franco a la merindad de Cerrato, la primera que encabeza el Libro famoso de las Behetrías, en las que se incluía la villa de Royuela, que entonces pagaba al rey por martiniega 133 y 1/3 de maravedises.
Según un documento de 1475, Isabel la Católica impuso a los pueblos de la merindad de Cerrato la contribución de 335.223 maravedís, determinando lo que se correspondía a cada uno de ellos: "A vos el conçejo de Ruyuela, catorze mill e syeteçientos e veynte e çinco mrs." (Segovia, 24 de enero de 1475).
Durante el reinado de Felipe III, el duque de Lerma, D. Francisco Gómez de Sandoval y Rojas,  tenía fueros y privilegios en Royuela, Santa María del Campo, Presencio, Mahamud, Villamayor de los Montes, etc. "para el oficio, de fiel medidor de las tres especies de vino, vinagre y aceite y que en estas sus villas puedan nombrar personas que hayan de ejercer los oficios de fieles ejecutores, almotazenes, corredores, mojoneros, veedores de mantenimientos y del campo, procuradores de causas, medidores, cargadores, hadores, ornazos, cuerzos, marotos, pesos y medidas...".
En 1697, el notario Francisco Fernández de Valderrama notificaba un despacho (de 28 de noviembre de 1697) a Pedro Gil de Mendoza, Felipe García, Gabriel González, Juan Asenjo y Juan Pérez, curas de Royuela de Riofranco, quienes dijeron que lo obedecían.
Según el diccionario de Sebastián Miñano, de 1826, estaba gobernada por un alcalde ordinario. En la ribera del río que atraviesa la localidad, crecían buenos árboles de nigrillo y álano blanco. Royuela, por entonces villa de realengo, producía granos, ganados, colmenas, cáñamos, vino, frutas y hortaliza y tenía una industria de telares de lino y lana, 5 molinos harineros y 2 batanes. Su contribución era de 4637 reales y 27 maravedíes; y sus derechos enajenados 610 reales y 2 maravedíes.
En 1831 Royuela de Río Franco contaba con dos molinos y se dedicaba a la fabricación de telas y prendas de lana.
A inicios del siglo XX, Royuela y su anejo, el caserío de Veguecilla, sumaban 969 habitantes, en 1910; y 849, en 1920. En 1910, 830 vivían en Royuela, 33 en Veguecilla y 6 en diseminado. Los edificios eran 681 en Royuela, 17 en Veguecilla y 4 en diseminado.

## Demografía
Royuela de Río Franco cuenta con una población de 171 habitantes (INE 2024).
| Gráfica de evolución demográfica de Royuela de Río Franco entre 1842 y 2021 |
| |
| Población de derecho según los censos de población del INE Población de hecho según los censos de población del INEEn estos censos se denominaba Royuela: 1842, 1857, 1860, 1877, 1887, 1897, 1900 y 1910. |

| Evolución demográfica del municipio entre 1996 y 2007 | Evolución demográfica del municipio entre 1996 y 2007 | Evolución demográfica del municipio entre 1996 y 2007 | Evolución demográfica del municipio entre 1996 y 2007 | Evolución demográfica del municipio entre 1996 y 2007 | Evolución demográfica del municipio entre 1996 y 2007 | Evolución demográfica del municipio entre 1996 y 2007 | Evolución demográfica del municipio entre 1996 y 2007 | Evolución demográfica del municipio entre 1996 y 2007 | Evolución demográfica del municipio entre 1996 y 2007 | Evolución demográfica del municipio entre 1996 y 2007 |
| ----------------------------------------------------- | ----------------------------------------------------- | ----------------------------------------------------- | ----------------------------------------------------- | ----------------------------------------------------- | ----------------------------------------------------- | ----------------------------------------------------- | ----------------------------------------------------- | ----------------------------------------------------- | ----------------------------------------------------- | ----------------------------------------------------- |
| 1996                                                  | 1998                                                  | 1999                                                  | 2000                                                  | 2001                                                  | 2002                                                  | 2003                                                  | 2004                                                  | 2005                                                  | 2006                                                  | 2007                                                  |
| 354                                                   | 352                                                   | 341                                                   | 338                                                   | 333                                                   | 317                                                   | 301                                                   | 289                                                   | 271                                                   | 264                                                   | 250                                                   |

El medio rural español fue capaz de proporcionar nuevos habitantes a las ciudades españolas entre 1950 y 1980. Actualmente, el medio urbano no es capaz de dispensar al medio rural los habitantes que hagan que la población deje de descender. Paralelamente a este fenómeno, la población urbana, la de las ciudades, envejece y no tiene garantizado el reemplazo generacional. El futuro del medio rural pasa por la reactivación de la natalidad en todo el país. Una tasa de fecundidad de 2,2 hijos por mujer o superior es la que garantiza el reemplazo generacional y los efectos positivos de este hecho sobre la economía.
En 1831, Royuela de Río Franco contaba con 462 habitantes.
Las actividades económicas son la agricultura, la ganadería, el comercio y los servicios. En la década de 1920, Royuela producía cereales, vino, cáñamo y hortalizas. En 1995, los servicios estaban formados por una abacería y tienda de comestibles, una carnicería, una ebanistería, dos panaderías, un servicio de taxi y un taller mecánico.
La toponimia del núcleo urbano está constituida por las calles Alta, Arboleda, Ayuntamiento, Camino de las Bodegas, Cantarranas, Cantarranillas, Carretera de Roa, Confitería, Covachas, Cruz del Llano, Eras de Abajo, Escuelas, Escuelas Nuevas, La Campiña, La Fonda, Los Alces, Los Pajares, Los Puentes, Honda, Majaderos, Pinedillo, Plantido, Plazuela, Real, Rincón, San Roque, Santa Lucía, Subida a la Iglesia y Tras la Ronda.

## Símbolos
Partido y entado en punta. Primero: Armas de Castilla, flanqueadas de dos estrellas de oro, de seis puntas, y surmontadas por estrella de oro, de ocho puntas. Segundo: En azur, tres gavillas de oro, puestas en palo, surmontadas de las armas de San Pedro (Llaves, una en oro, y Tiara con ínfulas) de plata. Entado de plata con dos ondas de azur. Al timbre la Corona Real.

## Monumentos y lugares de interés

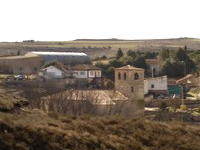
Iglesia de San Pedro, recorte de la foto panorámica

- Iglesia parroquial de San Pedro[12]

## Cultura

### Fiestas
- San Pedro (29 de junio), fiestas patronales
- San Sebastián (20 de enero)
- Gachero Ausente (15 de agosto)